# Egtved Kommune
| Strukturdaten       | Strukturdaten                 |
| ------------------- | ----------------------------- |
| Sitz der Verwaltung | Egtved                        |
| Fläche              | 324,63 km²                    |
| Einwohner           | 15.302 (2005)                 |
| Kommune seit 2007   | Vejle Kommune Kolding Kommune |

Egtved Kommune war bis Dezember 2006 eine dänische Kommune (Gemeinde) im damaligen Vejle Amt im Osten von Jütland. Seit Januar 2007 ist der größte Teil zusammen mit der “alten” Vejle Kommune, der Børkop Kommune, der Give Kommune, der Jelling Kommune und dem Kirchspiel Grejs der ehemaligen Tørring-Uldum Kommune Teil der neuen Vejle Kommune. Das Kirchspiel Vester Nebel schloss sich der Kolding Kommune an.
Egtved Kommune entstand im Zuge der dänischen Verwaltungsreform von 1970 und umfasste folgende Sogn:
- Bredsten Sogn
- Egtved Sogn
- Jerlev Sogn
- Nørup Sogn
- Randbøl Sogn
- Vester Nebel Sogn
- Ødsted Sogn
- Øster Starup Sogn